# Adelheid von Ravensberg
Adelheid Gräfin von Ravensberg (* um 1270; † nach dem 3. April 1338 in Marburg) war durch Heirat Landgräfin von Hessen.

## Leben
Adelheid von Ravensberg war die Tochter des Otto von Ravensberg (1246–1306) und dessen Gemahlin Hedwig zur Lippe (1238–1315) und wuchs zusammen mit ihren Geschwistern auf:
- Uda (Oda)[1], urkundlich 1276, († 25. Juni 1313; ▭ in der Stadtkirche Limburg)[A 1]; ⚭ (um 25. August 1292/vor April 1298) Johann I. von Isenburg-Limburg, urkundlich 1266 bis 1310, (* vor 1266; † 1. Oktober 1312; ▭ in der Stadtkirche Limburg)
- Hedwig[1], urkundlich 1294 bis 1346, (* vor 1246; † nach 1346); ⚭ (1303) Torgils Knutsson, Marschall von Schweden, († 9. Februar 1306, enthauptet)
- Hermann[1], urkundlich 1269, Propst zu Tongern (1282), Domherr zu Osnabrück (1283–1296), Kanoniker von St. Lambert zu Lüttich (1295–1296), Domherr zu Paderborn (1293), († nach 10. November 1297 bei Mailand)
- Ludwig[1], urkundlich 1269 bis 1294, (* vor 1269; † nach 1294)
- Otto IV.[1], Graf von Ravensberg (1306), (* vor 1276; † 20. Februar/6. März (1328/1329)); ⚭ (25. März 1305/24. November 1312) Margaretha von Berg (* um 1275/1280; † nach 1339)
- Bernhard[1], urkundlich 1276, († 16. September 1346; ▭ in Bielefeld)
- Sophie, urkundlich 1276 bis 1328, (* vor 1276; † nach 1328); ⚭ Graf Hildebold I. von Oldenburg-Altbruchhausen (* vor 1270; † nach 1310)
- Jutta[1], urkundlich 1276 bis 1290, († vor 10. August 1305); ⚭ (vor 28. November 1282) Graf Heinrich III. von Honstein-Sondershausen († zw. 10. August und 13. Dezember 1305).

1297 heiratete sie Otto von Hessen (1272–1328). Mit dieser Heirat wurde sie Landgräfin von Hessen. 
Aus der Ehe gingen die folgende Kinder hervor:
- Heinrich II., „der Eiserne“ (* vor 1302; † 1376), 1328–1376 Landgraf von Hessen
  - Otto II., „der Schütz“ (* vor 1322; † Dezember 1366), heiratete 1338 Elisabeth, Tochter von Dietrich VII. von Kleve. Die Ehe blieb kinderlos. Ab 1339 war er Mitregent seines Vaters und kaiserlicher Statthalter in Mühlhausen. Otto starb 1366 und sein früher Tod gab Anlass zu der Vermutung, dass er an einem Giftanschlag starb.
  - Judith, starb als Kind
  - Adelheid  (* 1324; † 1371), seit 1341 Ehefrau von Kasimir III. von Polen
  - Elisabeth († 7. März 1390), am 4. Oktober 1341 mit Herzog Ernst von Braunschweig († 1367) verheiratet, Mutter von Otto von Braunschweig. Sie starb 1390 in Göttingen und wurde in Hannover beigesetzt.
  - Margaretha († 1353), war ab 1339 Nonne im Kloster Haydau.
- Otto (* 1301; † 1361), ab 1331 Erzbischof von Magdeburg
- Ludwig (* 1305; † um 1345), erhielt nach der Primogenitur seines Bruders die Burg Grebenstein als Paragium. Er heiratete um 1340 Elise (auch Elisabeth oder Margaretha), Tochter des Grafen Simon II. von Sponheim. 
  - Otto (* 1338, † 1357) war für den geistlichen Stand bestimmt und wurde in Magdeburg erzogen, wo er als Nachfolger seines Onkels Otto Erzbischof von Magdeburg werden sollte. Er starb schon jung. Angeblich fiel er einem Giftanschlag zum Opfer, der durch den Abt Heinrich VII. von Kranlucken des Klosters Fulda veranlasst wurde.
  - Hermann II., „der Gelehrte“ (* ca. 1342; † 1413), folgte seinem Onkel Heinrich II. als Landgraf von Hessen.
  - Agnes (* 1342; † 25. Dezember 1394), war Äbtissin im Sankt Katharinenkloster in Eisenach, wo sie auch starb.
- Hermann († zwischen 1368 und 1370), erhielt nach der Primogenitur seines Bruders Heinrich II. die Burg Nordeck als Paragium, 1349 auch die Burg Grebenstein. In einer Urkunde vom 31. Juli 1368 wird er als lebend erwähnt, eine weitere Urkunde vom 12. Juli 1370 bezeichnete ihn „als Seyligin“ (selig, d. h., er war tot).
- Elisabeth († nach 1354), seit 1346 verheiratet mit Herzog Rudolf II. von Sachsen-Wittenberg.

Adelheid wurde in der Elisabethkirche in Marburg beigesetzt.